# 湖西テレビ中継局
湖西テレビ中継局（こさいテレビちゅうけいきょく）は、静岡県湖西市に開局した地上デジタルテレビの中継局である。

## デジタルテレビ中継局概要
| リモコン キーID | 放送局名            | 物理 チャンネル | 空中線 電力 | ERP | 放送対象地域 | 放送区域 内世帯数 | 偏波面   | 運用開始日    |
| --------------- | ------------------- | --------------- | ----------- | --- | ------------ | ----------------- | -------- | ------------- |
| 1               | NHK静岡 総合        | 31              | 3W          | 48W | 静岡県       | 約34,000世帯      | 水平偏波 | 2011年3月22日 |
| 2               | NHK静岡 教育        | 33              | 3W          | 48W | 全国         | 約34,000世帯      | 水平偏波 | 2011年3月22日 |
| 4               | SDT 静岡第一テレビ  | 30              | 3W          | 35W | 静岡県       | 約34,000世帯      | 水平偏波 | 2011年9月26日 |
| 5               | SATV 静岡朝日テレビ | 43              | 3W          | 35W | 静岡県       | 約34,000世帯      | 水平偏波 | 2011年9月26日 |
| 6               | SBS 静岡放送        | 35              | 3W          | 35W | 静岡県       | 約34,000世帯      | 水平偏波 | 2011年9月26日 |
| 8               | SUT テレビ静岡      | 34              | 3W          | 35W | 静岡県       | 約34,000世帯      | 水平偏波 | 2011年9月26日 |

## 所在地
- 湖西市新所・岡崎・梅田入会地 「嵩山」[1]。

## 放送エリア
- 浜松市及び湖西市及び愛知県豊橋市の各一部、約34,000世帯[2]。

## 歴史
- NHK静岡（総合・教育）
  - 2011年2月24日 - 予備免許交付[3]
  - 2011年2月28日 - 試験放送開始
  - 2011年3月17日 - 本免許交付[4]
  - 2011年3月22日 - 本放送開始

- 静岡県域民放局（静岡放送・テレビ静岡・静岡朝日テレビ・静岡第一テレビ）
  - 2011年8月23日 - 予備免許交付[5]
  - 2011年8月30日 - 試験放送開始
  - 2011年9月22日 - 本免許交付[6]
  - 2011年9月26日 - 本放送開始

## その他
- 全局デジタル新局として開局。
- 当中継局は、湖西市や浜松市中央区の一部等で浜松中継局からの電波が受信困難な地域への補完の為に設置された。
- 在静民放局は、当初2011年7月24日のアナログ放送終了翌日に試験電波発射を予定していたが、2011年3月11日に発生した東日本大震災により放送機器メーカーの工場も被災し、開局工程が大幅に遅れた[7]。